# Amerikai tízcentes érme
Az amerikai 10¢-es, 10 centes vagy Dime-os érme a dollár 10/100, vagyis 1/10 része.

## Adatok
A mai formájában lévő 10¢-est 1946 óta verik, beceneve a Roosevelt, ami Franklin D. Roosevelt-re, a rajta lévő elnökre utal, hogy megkülönböztethessék a további 5 különböző fajta 10¢-estől.
| Előlap                         | Hátlap | Átmérő   | Vastagság | Súly   | Összetétel                         |
| ------------------------------ | ------ | -------- | --------- | ------ | ---------------------------------- |
|                                |        | 17,91 mm | 1,35 mm   | 2,27 g | Jelenleg: 91.67% réz, 8.33% nikkel |
| 1965 előtt: 90% ezüst, 10% réz |        | 17,91 mm | 1,35 mm   | 2,27 g |                                    |

## Mintatörténet
| Év        | Minta neve                    |
| --------- | ----------------------------- |
| 1792      | Disme                         |
| 1796-1807 | Draped Bust                   |
| 1809-1837 | Capped Bust                   |
| 1837-1891 | Seated Liberty                |
| 1892-1916 | Barber                        |
| 1916-1945 | Winged Liberty Head (Mercury) |
| 1946-most | Roosevelt                     |

Az 1792-ben nyomott Disme-ket sosem használták.